# Aurelijus Pukelis
Aurelijus Pukelis, född, 17 maj 1994 i Kaunas, är en litauisk basketspelare.
Aurelijus Pukelis deltog vid olympiska sommarspelen 2024 och var en del av Litauens lag som tog brons efter att ha besegrat Lettland i bronsmatchen.